# 六興出版
株式会社六興出版（ろっこうしゅっぱん）は、1992年まで存在した日本の中堅出版社。旧名は六興出版部、六興出版社。
1940年、商事会社の六興商事に大門一男が「出版部」を作ったことから始まる。戦後「六興出版部」となり、菊池寛の秘書だった佐藤碧子の夫の石井英之助、吉川英治の弟・吉川晋、直木三十五の愛人の弟・香西昇が文藝春秋から入社する。商事時代からの社長・小田部諦が死去して矢崎義治が2代目社長となる。1949年「六興出版社」と改称。吉川英治の著作を多数出版していた（『宮本武蔵』の版権をめぐって講談社と係争した過去がある）ほか、学術・文芸書を出版した。
1949年に中間小説雑誌『小説公園』を創刊。これも吉川英治の後援を受けていたが、赤字続きで1958年に廃刊となった。その前に風雪社の早稲田系の文芸誌『風雪』の経営を引き継いでいたが、『小説公園』の赤字の影響により1950年8月号で休刊となった。『風雪』に連載されていた林芙美子「浮雲」は文藝春秋新社の『文學界』に引き継がれた。1952年、石井が社長となる。1962年、石井の死により吉川が社長となる。1968年に吉川が死去したのちは吉川の妻が差配し、吉川関連の著作は重版し続けた。
後期は「石田幹之助著作集」など東洋史・東洋学を多く出していた。バブル期に行った不動産投機（自社ビル内に貸しスタジオを設置するなど）の失敗が原因で倒産した。
1992年6月29日、東京地方裁判所に破産申請し、同日破産宣告を受ける。負債額は41億2012万円。
最終所在地は東京都文京区水道2-9-2。跡地にはキングレコードが入居し、現在は同社の江戸川橋スタジオとなっている。